# Miroslav Stoch
Pour les articles homonymes, voir Stoch.

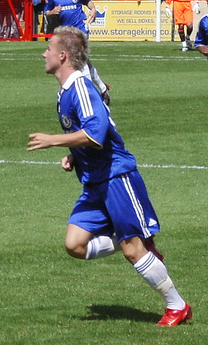

Miroslav Stoch, né le 19 octobre 1989 à Nitra, est un footballeur international slovaque, évoluant au poste d'ailier.

## Carrière

### En club
Miroslav Stoch est un joueur slovaque. C'est un joueur offensif reconnu pour sa rapidité et son agilité. Il est surnommé "Miro".
Un an après avoir signé en 2005 pour le club local du FC Nitra et à l'âge de 16 ans, il se fait remarquer par des recruteurs de Chelsea qui lui feront signer un contrat le liant au club londonien pour cinq ans. 
Après avoir joué trois années consécutives avec la réserve de Chelsea, il sera prêté par le club anglais au FC Twente pour une durée d'un an. Durant ce prêt, il sera sacré champion des Pays-Bas pour la première fois de l'histoire du club néerlandais.
En juin 2010, il signe un contrat de quatre ans le liant au Fenerbahçe SK contre 5.5M£. Il jouera un rôle important au sein de l'effectif de Fenerbahçe dans l'obtention du championnat de Turquie Turkcell SüperLig 2010-2011.
La saison 2011-2012 est plus prolifique pour Miroslav Stoch qui s'illustre notamment par des buts exceptionnels. Lors des premiers matchs, Stoch est peu utilisé par son entraineur. Dès sa première titularisation Stoch inscrit un but en dehors de la surface de réparation face à Istanbul Büyük Sehir Belediyespor . Stoch se distingue également par deux buts face à Ankaragücü et devient un élément indispensable de son équipe.
Sur 12 buts marqués cette saison, Stoch en marque 7 buts en dehors de la surface de réparation.
Lors de sa deuxième saison à Fenerbahçe, il remporte la coupe de la Turquie. 
En août 2013, Stoch rejoint le PAOK Salonique pour un montant de un million d'euros. Il marque son premier but avec le club lors du match aller des barrages de Ligue des champions contre Schalke 04. Le match se termine sur le score de 1–1.
Le 3 juillet 2014, il signe de nouveau un contrat avec Fenerbahçe jusqu'en 2018, puis rejoint Al-Aïn pour un prêt d'un an, d'un montant de un million d'euros.
Le 22 août 2015, Stoch rejoint Bursaspor après que Fenerbahçe et Bursaspor se soient entendus pour un prêt d'un an. En été 2016, son prêt étant arrivé à son terme, il retourne à Fenerbahçe.
Le 11 août 2017, Stoch rejoint le Slavia Prague, malgré des offres de l'Espagne, de la France, de la Russie et de riches clubs du Proche-Orient. La principale raison de ce choix était que le Slavia avait de grandes chances de se qualifier pour la phase de groupes de la Ligue des champions 2017-18 par le biais d'un tour préliminaire à venir contre l'APOEL Nicosie. Stoch a disputé les deux matches de barrage mais n'a pas pu aider son nouveau club à se qualifier pour la phase de groupes. Après la défaite 0-2 à Chypre et le match nul 0-0 à domicile, le Slavia est donc éliminé de la Ligue des champions et entame la phase de groupes de la Ligue Europa 2017-2018.
Le 20 septembre 2017, après la victoire 5-1 contre Třinec à la coupe de Tchéquie, Stoch crie "Smrt Spartě" ("Mort à Sparta") aux supporters de Slavia et est convoqué devant la commission disciplinaire de la Ligue de football tchèque.
Il marque un but lors de la finale de Coupe de Tchéquie de football 2017-18 que le Slavia remporte 3-1 contre le FK Jablonec le 9 mai 2018.
Le 21 novembre 2018, Stoch signe un nouveau contrat de trois ans avec le Slavia, le liant donc au club jusqu'en juin 2022. Cependant, le 28 juin 2019, le club tchèque a donné à Stoch l'autorisation de se rendre en Grèce pour discuter d'un éventuel transfert vers le PAOK Salonique. Le lendemain, le Slavia confirme que Stoch a été transféré au PAOK.
Le 29 juin 2019, le PAOK Salonique a officiellement annoncé la signature de l'international slovaque dans le cadre d'un contrat de trois ans portant sur une indemnité de transfert estimée à environ 1,5 million d'euros, avec une indemnité annuelle de 750 000 € (plus bonus).
Le 7 janvier 2013, il remporte le Prix Puskás de la FIFA du plus beau but de l'année 2012, devant Radamel Falcao et Neymar.

### En équipe nationale
Miroslav Stoch reçoit sa première sélection en équipe de Slovaquie le 10 février 2009, lors d'un match contre l'Ukraine. Par la suite, le 6 juin 2009, il inscrit son premier but en sélection, à l'occasion de la réception de l'équipe de Saint-Marin.
Il est retenu par le sélectionneur Vladimír Weiss, afin de disputer la Coupe du monde 2010 organisée en Afrique du Sud. Lors du mondial, il est titulaire et joue quatre matchs : contre la Nouvelle-Zélande, le Paraguay, l'Italie, et enfin les Pays-Bas. La Slovaquie atteindra les huitièmes de finale de cette compétition.

## Palmarès

### Avec FC Twente
- Champion des Pays-Bas en 2010

### Avec Fenerbahçe
- Champion de Turquie en 2011
- Vainqueur de la Coupe de Turquie en 2012 et 2013

### Avec Al Ain Club
- Champion des Émirats arabes unis en 2015

### Avec le Slavia Prague
- Champion de Tchéquie en 2019
- Coupe de Tchéquie en 2018 et 2019

### Distinctions personnelles
- Prix Peter Dubovský en 2009 et 2010
- Prix Puskás de la FIFA en 2012